# Operação Grand Slam

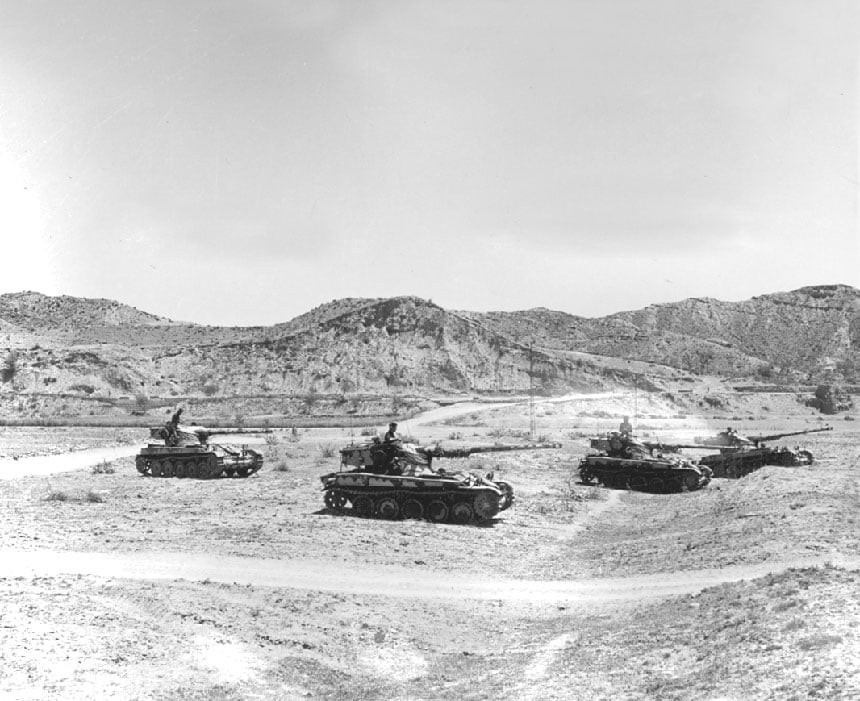
Um esquadrão de tanques do Exército do Paquistão, com tanques indianos (AMXs de origem francesa) tomados na batalha de Chhamb, realizando exercícios de manobra.

A Operação Grand Slam foi uma operação militar chave da Guerra Indo-Paquistanesa de 1965. Refere-se a um plano elaborado pelo Exército do Paquistão em maio de 1965 que consistia em um ataque à vital Ponte Akhnoor em Jammu e Caxemira, na Índia. A ponte não era apenas a tábua de salvação de toda uma divisão de infantaria do Exército Indiano, mas também poderia ser usada para ameaçar a cidade de Jammu, um importante ponto logístico para as forças indianas. A operação teve sucesso inicial, mas foi abortada quando o exército indiano abriu uma nova frente na província paquistanesa de Punjab para aliviar a pressão na Caxemira. Isto forçou o Paquistão a abandonar o Grand Slam e a lutar no Punjab, pelo que a operação terminou em fracasso e os objetivos declarados não foram alcançados.